# Agnieszka Hoszowska-Jabłońska
Agnieszka Anna Hoszowska-Jabłońska – polska pianistka, doktor habilitowany sztuk muzycznych.

## Życiorys
W 1994 r. ukończyła studia instrumentalistyki w Akademii Muzycznej w Krakowie, w 2000 r. obroniła pracę doktorską, w 2017 r. habilitowała się na podstawie pracy zatytułowanej Płyta CD o sygnaturze DUX 1246 - I. J. Paderewski Pieśni/Songs 2016 r., nagranie - sala koncertowa Filharmonii Podkarpackiej im. Artura Malawskiego w Rzeszowie 16-20.07.2015 r.
Została pracownikiem naukowym w Instytucie Muzyki, Kolegium Nauk Humanistycznych Uniwersytetu Rzeszowskiego.